# Erős Pista

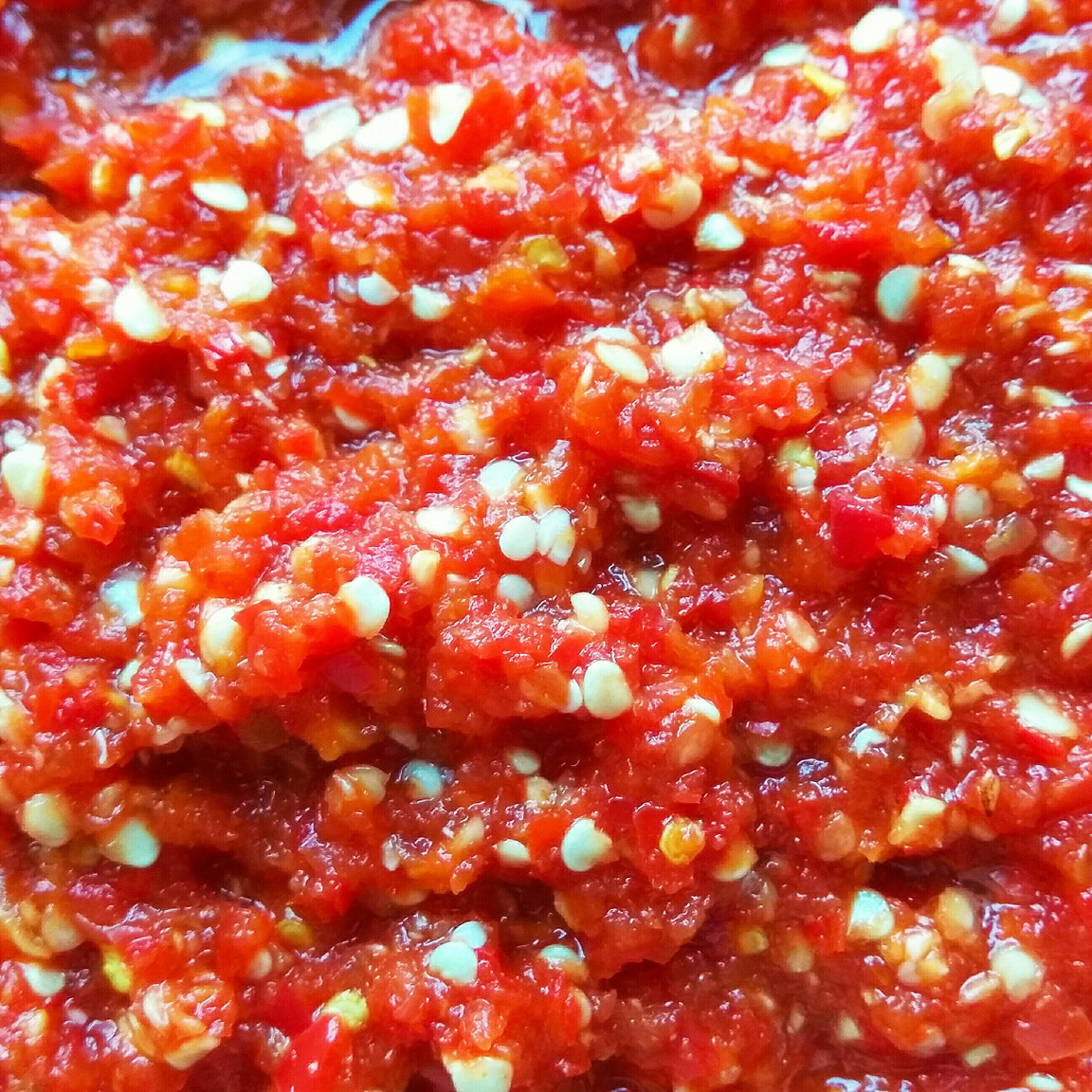
Erős Pista

Erős Pista es el nombre en húngaro de una pasta picante muy empleada en la cocina húngara elaborada con pimentón y sal. El nombre en húngaro viene a traducirse como "erős" ("picante", muy picante) y Pista, el diminutivo del nombre István (Esteban). El empleo de esta pasta proporciona a los platos un carácter propio de la cocina húngara. Existen versiones más suaves del Erős Pista que se comercializa con el nombre de "Édes Anna" (hung.: dulce Anna).

## Usos
Se emplea como condimento en una gran variedad de platos en Hungría, pudiéndose ver como un ingrediente del gulyás (gulash) o del muy popular Lecsó. Se suele comprar en frascos de cristal y debido a su contenido salino puede aguantar abierto casi un año en el refrigerador.